# Preußischer Verfassungskonflikt
Der preußische Verfassungskonflikt, auch preußischer Budgetkonflikt oder Heereskonflikt genannt, war der Konflikt um eine Heeresreform und die Machtaufteilung zwischen König und Parlament in den Jahren 1859 bis 1866 im Preußischen Staat.
Während des Konflikts stand König Wilhelm I. dem von Liberalen dominierten Abgeordnetenhaus gegenüber, das ihm unter anderem die zur Reorganisation der preußischen Armee und der Landwehr notwendigen Mittel verweigerte. Auf dem Höhepunkt des Konflikts löste der König am 11. März 1862 das erst Anfang Dezember 1861 gewählte und seit Mitte Januar 1862 zusammengetretene Parlament auf, nachdem dieses den Beschluss gefasst hatte, die provisorische Finanzierung der Militärreformen zu beenden. Sieben Tage später entließ er die liberalen Mitglieder des Ministeriums und setzte eine neue konservative Regierung unter Adolf zu Hohenlohe-Ingelfingen ein. Im Mai ging die liberale Deutsche Fortschrittspartei wieder als klarer Sieger aus den Wahlen hervor. Im September 1862 scheiterte ein möglicher Ausweg aus dem Patt zwischen Krone und Parlament erneut, worauf Wilhelm I. die Abdankung zugunsten seines Sohnes erwog.
Am 22. September 1862 beauftragte Wilhelm I. schließlich Otto von Bismarck mit der Übernahme der Regierung. Der neue Ministerpräsident „löste“ den Konflikt dadurch, dass er eine Lücke in der damaligen preußischen Verfassung feststellte (sogenannte Lückentheorie). Die Verfassung schreibe nicht vor, was bei Uneinigkeit zwischen Kabinett und Parlament passieren solle, so könne der König seinen Willen durchsetzen. Das eigentliche politische Ende erlebte der Konflikt 1866/1867 damit, dass die Rechten der Liberalen eine neue Partei gründeten und die Indemnitätsvorlage Bismarcks (die sein Vorgehen entschuldigte) annahmen.

## Heeresreform

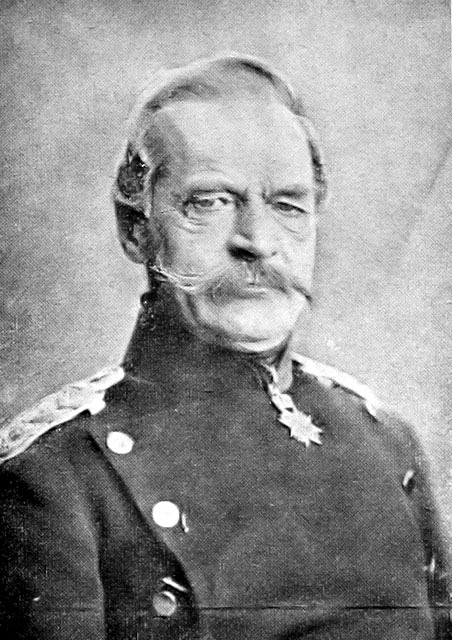
Albrecht von Roon, preußischer Kriegsminister

### Motive
Bei dem Verfassungskonflikt ging es vordergründig um die Fortsetzung der Reorganisation der preußischen Armee. Im Jahr 1860 war Preußen zwar von keiner konkreten außenpolitischen Krise betroffen, doch hatte der 1859 ausgebrochene Sardinische Krieg gezeigt, wie schnell es zu einer solchen militärischen Eskalation kommen konnte. Im Falle einer kriegerischen Auseinandersetzung verfügte Preußen im Vergleich zu den Großmächten Frankreich, Österreich und Russland nur über begrenzte Ressourcen an Wehrpflichtigen. Die Kompensierung der zahlenmäßigen Unterlegenheit stellte das Hauptmotiv der Heeresreform dar. Dem Versuch der Heeresreform, die als politisch illoyal geltende Landwehr aus der Armee zu drängen, wird in der heutigen Forschung dagegen nur noch wenig Bedeutung zugeschrieben. Tatsächlich ist keine Denkschrift von Wilhelm I. bekannt, die einen Ausschluss der Landwehr vorsah. Zu vielen anderen wichtigen Themen der Heeresreform bezog der Regent und spätere König dagegen ausführlich Stellung. Dass die Landwehr nicht vollständig aufgelöst wurde, zeigt sich auch darin, dass in den Einigungskriegen auch auf Kräfte der Landwehr zurückgegriffen wurde.
Man versprach sich von dieser Reform einen besseren Ausbildungsstand der Truppe und mehr Wehrgerechtigkeit. Damit sollte nicht nur die Militärmacht Preußen wiederhergestellt werden, sondern der König wollte auch nach der Revolution von 1848 seine Position sichern.

### Verlauf
Der preußische Regent Wilhelm und sein Kriegsminister Albrecht Graf von Roon hatten 1860 einen Plan zu der für militärisch nötig erachteten Reorganisation des Heeres vorgelegt. Zuvor hatte das Heer mit 150.000 Mann immer noch die gleiche Stärke wie 1815, die Einwohnerzahl Preußens hatte sich inzwischen jedoch fast verdoppelt.
Der Plan des Königs sah vor, statt bisher 40.000 jährlich 65.000 Rekruten einzuziehen, was etwa einem Drittel der Wehrpflichtigen entsprach. Die Zahl der aktiven Regimenter sollte zugleich um 39 Infanterie- und 10 Kavallerie-Regimenter erhöht werden. Das Friedensheer kam damit auf 200.000 statt bisher 145.000 Mann. Die aktive Dienstzeit, die nach dem Gesetz drei Jahre betrug und die man zuvor stillschweigend auf zwei Jahre begrenzt hatte, sollte auf den alten Stand erhöht werden.
Das preußische Abgeordnetenhaus, das als Mitinhaber des Budgetrechts auch über den Militäretat entscheidungsbefugt war, wollte dagegen die allgemeine Wehrpflicht auf zwei Jahre begrenzen, die Schwächung der Landwehr verhindern und die für die Reform zu bewilligenden Gelder im ersten Budgetjahr von neun auf zwei Millionen Taler verringern.
Dennoch bewilligte das Abgeordnetenhaus für das erste Jahr dieser Reform neun Millionen Taler provisorisch.
Im nächsten Jahr verlangte der König für die Heeresreform weitere fünf Millionen Taler und erhielt sie vom Abgeordnetenhaus wiederum provisorisch bewilligt.
Vor der Neuwahl des Abgeordnetenhauses im Dezember 1861 spaltete sich ein Teil der altliberalen Partei als „Fortschrittspartei“ ab. Die Fortschrittler setzten sich für die Verkürzung der Wehrpflicht und die Erhaltung der Landwehr ein. Darüber hinaus wollten die Fortschrittler die Machtverteilung in Preußen zugunsten des Abgeordnetenhauses ändern. Um Zugriff auf die Einzelheiten der Heeresreform zu erhalten, brachten sie einen Antrag auf Detaillierung des Haushaltsentwurfs ein. Sie erreichten damit aber nicht ein Nachgeben des Königs, sondern lediglich den Rücktritt des als liberal geltenden Kabinetts der Neuen Ära.
Nach einer Auflösung des Abgeordnetenhauses und Neuwahlen wurden die Fortschrittler stärker. Sie verfügten jetzt über eine Zweidrittelmehrheit im Abgeordnetenhaus.
Dem neuen Abgeordnetenhaus legte Ministerpräsident von Hohenlohe einen Etatentwurf vor, der auf einen zuvor erhobenen Steuerzuschlag verzichtete, weil dank einer Grundsteuererhöhung und des wachsenden Wohlstands das allgemeine Steueraufkommen gestiegen sei. Außerdem wurde auf Wunsch der Kammer der Entwurf eines Gesetzes über die militärische Dienstpflicht eingebracht.
Dagegen verlangten die Abgeordneten der Fortschrittspartei nicht nur die Begrenzung der Dienstpflicht auf zwei Jahre, sondern weiterhin die Auflösung aller Regimenter, die im Zuge der Heeresreform neu aufgestellt worden waren. Ein Kompromissvorschlag des Kriegsministers von Roon, der bei zweijähriger Dienstzeit pro Kompanie 20 Berufssoldaten auf Kosten einer neu einzuführenden Wehrersatzsteuer einstellen wollte, wurde sowohl vom König als auch von der Kammer abgelehnt, welche die beantragten sechs Millionen Taler für die Heeresverstärkung für das Jahr 1862 ablehnte.
König Wilhelm hatte die Heeresreform u. a. zur Stärkung der Krone und des Adels betrieben, der das Offizierskorps bildete. Das Abgeordnetenhaus dagegen wollte mit seiner Haushaltsblockade die Macht des Parlaments ausweiten und die bürgerwehrartige Landwehr als Rückgrat der preußischen Streitkräfte erhalten. Dabei waren die Fortschrittler bereit, den gesamten Etat zu verweigern, auch in seinen militärfremden Teilen.
Die Bevölkerung ignorierte den Verfassungskonflikt weitgehend.

## Bismarck und die Lückentheorie

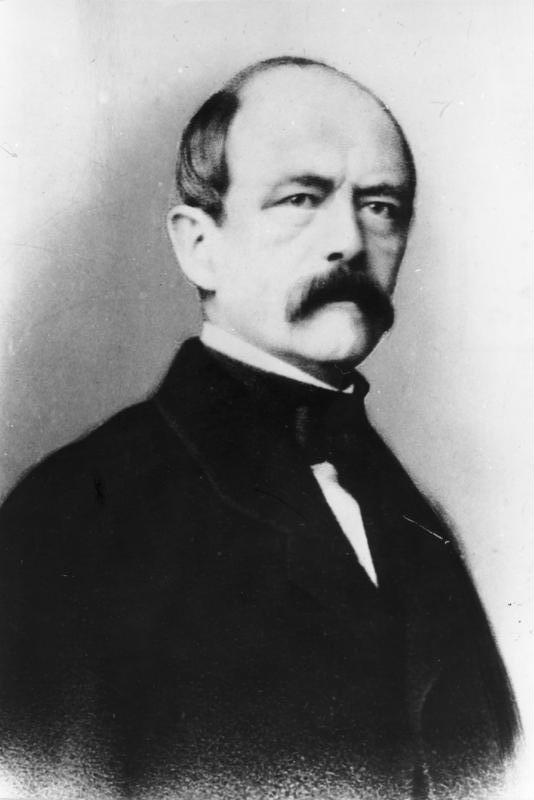
Otto von Bismarck, seit 1862 preußischer Ministerpräsident

Da kein Kompromiss in Sicht war, plante König Wilhelm I. bereits seine Abdankung zu Gunsten seines Sohnes Friedrich Wilhelm. Kriegsminister Roon empfahl jedoch, Otto von Bismarck, den preußischen Gesandten in Paris, zum Ministerpräsidenten zu berufen. Der König ging darauf ein, wenn auch ungern, und ernannte ihn am 23. September 1862 zum preußischen Ministerpräsidenten und kurz darauf auch zum Außenminister.
Bismarck versuchte zunächst, in diesem Machtkampf zwischen Parlamentsgewalt und Krongewalt durch Verhandlungen zu vermitteln. Er löste den Konflikt durch das Aufstellen folgender Frage: Wie sollte ein derartiger Verfassungskonflikt zwischen Monarch und Parlament entschieden werden? Da die preußische Verfassung darauf keine Antwort gab, legte Bismarck dies als „Lücke in der Verfassung“ aus. In diesem Fall schloss er daraus, dass in verfassungsrechtlich ungeklärten Fällen im Zweifel derjenige die Machtbefugnis innehatte, der sich mit Hilfe des Militärs durchsetzen konnte, in diesem Fall der Monarch. Dieses Vorgehen ging als die Lückentheorie, mit der Bismarck das Parlament bezwang, in die Geschichte ein.

## Indemnitätsvorlage (Indemnitätserklärung) und Septennat

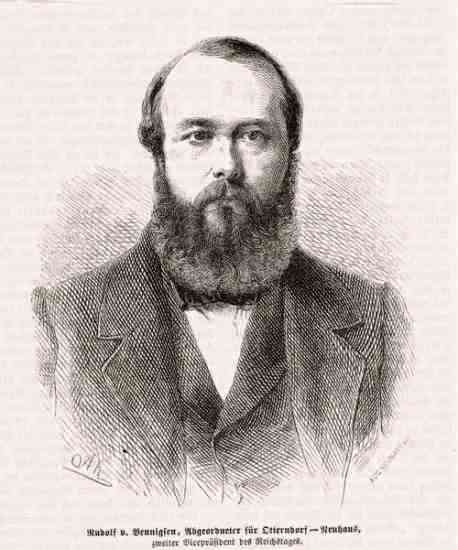
Rudolf von Bennigsen, nationalliberaler Politiker, der die Indemnitätsvorlage annahm

Wegen seiner rücksichtslos erscheinenden königstreuen Politik wurde Bismarck von vielen Intellektuellen angefeindet. Man hielt ihm nicht zugute, dass er zunächst versucht hatte, die Fortschrittspartei durch Verhandlungen zu einem Kompromiss zu bewegen. Bismarck sah sich gehalten, einige hundert Beleidigungsprozesse zu führen. Zwar obsiegte er in der Regel, aber die geringe Höhe der den Verurteilten auferlegten Bußen entmutigte die Verleumder nicht. Die preußischen Richter setzten die Bußgelder oft mit der Begründung auf 10 Taler herab, der Ministerpräsident habe tatsächlich Unrecht getan und sich damit berechtigter Polemik ausgesetzt.
Die Beleidigungen in der Presse unterblieben erst, als nach französischem Vorbild eine Verordnung erlassen wurde, wonach Zeitungen nach zweimaliger Warnung verboten werden konnten, wenn sie durch einzelne Artikel oder durch ihre Gesamthaltung die öffentliche Wohlfahrt gefährdeten. Die Oppositionspresse stellte daraufhin die Kritik an der Regierung ein.
Bismarck regierte nach der Ablehnung des Militärhaushalts durch die Liberalen ohne Budget, führte die Heeresreform durch und lenkte durch seine Außenpolitik vom Konflikt ab. Seiner Meinung nach würden die Fragen dieser Zeit „nicht durch Reden und Majoritätsbeschlüsse“', sondern durch „Eisen und Blut“ gelöst. Bei den nächsten Wahlen, 1863, erreichten die Liberalen zwei Drittel der Stimmen. Sie versuchten nicht, die Regierung zu stürzen, was aufgrund der fehlenden Massenbasis ohnehin nicht möglich gewesen wäre, sondern kooperierten mit ihr – zum Beispiel in der Wirtschaftspolitik.
Bismarck startete die Reichsgründung von oben und mit Hilfe des durch die Reform in seiner Kampfkraft verstärkten, modernen Heeres. Durch seine Bemühungen um die deutsche Einheit konnte Bismarck Liberale gewinnen, denen die nationale Einheit wichtiger als Freiheit und Demokratie war.
Den Verfassungskonflikt löste Bismarck endgültig mit seinem Versöhnungsangebot an die Liberalen nach dem Sieg im Deutsch-Dänischen Krieg und 1866 im Deutschen Krieg um die Vorherrschaft in Deutschland. In der Indemnitätsvorlage sollte das Parlament nachträglich den Haushalt der vergangenen Jahre legalisieren. Im Gegenzug wurde den Abgeordneten ein deutscher Nationalstaat, der durch Bismarcks Politik ein Stück näher gekommen war, in Aussicht gestellt. Die Indemnitätsvorlage wurde am 3. September 1866 mit 230 zu 75 Stimmen angenommen, der Verfassungskonflikt war damit beendet. Als Folge dieser Entscheidung spaltete sich eine neue Partei, die Nationalliberale Partei, von der Fortschrittspartei ab. Diese neue Partei unterstützte Bismarck in seiner nationalen Politik, wohingegen die alte Partei weiterhin in scharfer Opposition zum Ministerpräsidenten blieb.
Da Bismarck sich auch in der Folgezeit seinen Haushalt durch das Parlament bestätigen lassen musste, kam es zu weiteren Konflikten dieser Art. Im Jahre 1866 wollte Bismarck deshalb ein so genanntes Septennat verabschieden, wobei er über sieben Jahre hinweg das Parlament in Bezug auf das Heer nicht mehr hätte befragen müssen. Dieses Septennat wurde nach Auflösung des Parlaments und anschließenden Neuwahlen 1867 von den Nationalliberalen und Konservativen im Parlament verabschiedet.

## Auswirkungen auf das Verhältnis zwischen WilhelmI. und dem preußischen Kronprinzen

### Abdankungserwägungen

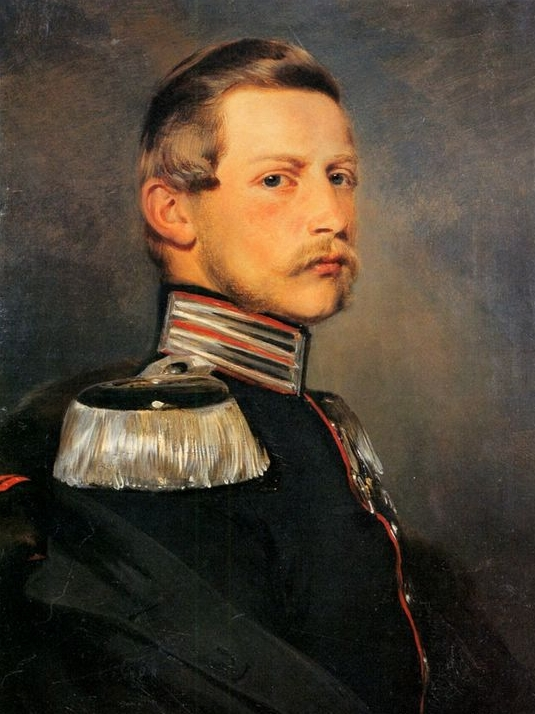
Der spätere preußische Kronprinz, Porträt von Franz Xaver Winterhalter, 1857

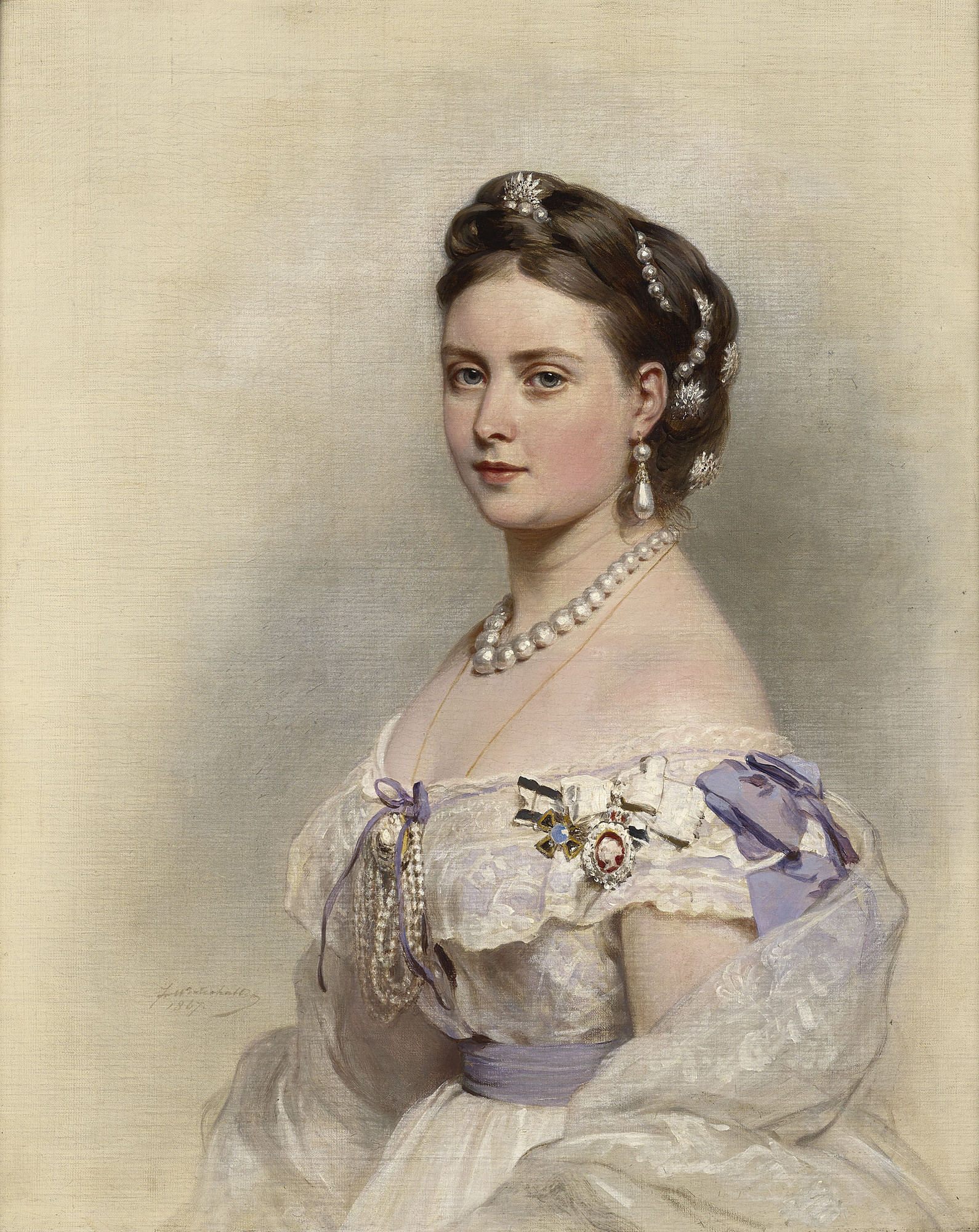
Die preußische Kronprinzessin Victoria, 1867, Gemälde von Franz Xaver Winterhalter

Der preußische Verfassungskonflikt führte dazu, dass die politischen Meinungsverschiedenheiten zwischen Wilhelm I. und seinem Sohn und Thronnachfolger Friedrich Wilhelm offen zu Tage traten und letztlich dazu führte, dass das Kronprinzenehepaar am preußischen Hof zunehmend politisch isoliert wurde.
Der preußische Kronprinz Friedrich Wilhelm war wie sein Vater davon überzeugt, dass das preußische Militär gestärkt werden musste, vertrat jedoch in der Summe liberalere Ansichten. Er bat bereits im Vorfeld der Dezemberwahlen 1861 seinen Vater in einem Brief, das Ministerium nicht durch ein konservativeres zu ersetzen, um den Vorwurf zu vermeiden, er kehre zu einer reaktionären Politik zurück. Wilhelm I. fühlte sich von seinem Sohn verraten, nicht zuletzt auch, weil demokratische Zeitungen den Kronprinz als Freund ihrer politischen Ideen und als Gegner des Königs darstellen. Am 18. März 1862 beschuldigte Wilhelm I. seinen Sohn unter anderem im Beisein des Ministers Alexander von Schleinitz, mit den entlassenen Ministern unter einer Decke zu stecken und warf ihm anschließend in einem Gespräch unter vier Augen Illoyalität vor.
Als der Konflikt im Verlauf des Jahres 1862 weiter eskalierte und Wilhelm I. seine Abdankung erwog, riet Kronprinzessin Victoria ihrem Mann eindringlich, das Abdankungsangebot seines Vaters anzunehmen:

„Wenn der König sieht, er könne nicht die notwendigen Schritte tun, um Ordnung und Vertrauen im Lande wiederherzustellen, ohne gegen sein Gewissen zu handeln, finde ich es weise und ehrlich, es anderen zu überlassen, die diese Pflichten übernehmen können, ohne ihr Gewissen zu belasten. Ich sehe keinen Ausweg und meine, Du müsstest dem Lande dieses Opfer bringen ….“

Kronprinz Friedrich Wilhelm lehnte dies letztlich ab. Ein Monarch, der wegen einer Entscheidung eines Parlaments abdanke, würde in seinen Augen einen bisher einmaligen Präzedenzfall schaffen und die Herrschaft der nachfolgenden Monarchen erheblich erschweren. Seine Weigerung, die Abdankung seines Vaters zu seinen Gunsten anzunehmen, entsprach außerdem seinem Verständnis, seinen Pflichten als Sohn und Angehöriger des Hauses Hohenzollern nachkommen zu müssen. Letztlich war es jedoch Otto von Bismarck, der Wilhelm I. davon abhielt, seine Krone aufzugeben.

### Die Preßordonanz und die Danziger Episode
Kronprinz Friedrich Wilhelm behielt seine kritische Einstellung gegenüber dem Kurs der königlichen Regierung allerdings bei. Als er nach einer längeren Reise nach Preußen zurückkehrte, versuchte er sich dem Vater gegenüber loyal zu verhalten, indem er sich jeglicher Äußerung zur Politik enthielt. Es kam jedoch zu einem erneuten Konflikt zwischen König und Kronprinz, als die Regierung durch Erlasse die Pressefreiheit verfassungswidrig weiter einschränkte. Anzeichen für einen solchen Schritt der königlichen Regierung gab es bereits im Mai 1863, was der Kronprinz zum Anlass nahm, den Vater vorsichtig vor verfassungswidrigen Schritten zu warnen:

„Du weißt es, lieber Papa, wie ich mit ganzer Seele an Dir hänge, wie es keinen Menschen auf der Welt gibt, der Dir treuer ergeben ist als ich, und wie Deine Wünsche immer Befehle für mich sind. Als Dein Sohn wirst Du von mir erwarten, dass ich immer offen und ehrlich gegen Dich sei […] aber wie dürfte ich schweigen, wenn ich Dein Glück, Dein Ansehen, Deine von Gott verliehene Stellung, die ja eins sind mit dem Glück Deines Landes, Deiner Kinder und Enkel bedroht sehe.“

Wilhelm I. forderte als Antwort darauf von seinem Sohn, dass er sich gegen die Opposition ausspreche und die Konservativen unterstütze. Gleichzeitig erließ er am 1. Juni die sogenannte Preßordonanz, eine auf dubiosen gesetzlichen Grundlagen stehende Notverordnung, die die verfassungsmäßig garantierte Pressefreiheit einschränkte.
Der Kronprinz war sich bewusst, dass jegliche öffentliche Äußerung zu dieser Preßordonanz von seinem Vater als Insubordination begriffen werden würde. Er informierte ihn aber trotzdem am 4. Juni 1863 über seine entschiedene Ablehnung gegen diesen Erlass und Kronprinz Friedrich Wilhelm kritisierte während einer Reise nach Danzig öffentlich mit wenigen und sehr zurückhaltenden Worten diese weitreichenden Einschränkungen der Pressefreiheit. Die Reaktion auf diese vorsichtige Kritik war heftig: König Wilhelm I. beschuldigte seinen Sohn des Ungehorsams und drohte, ihn von seinen Funktionen innerhalb der preußischen Armee zu entbinden und vom Kronrat auszuschließen. Der reaktionäre jüngere Bruder Wilhelms I., Prinz Carl von Preußen, sowie General Manteuffel sprachen sich sogar dafür aus, den Kronprinzen vor ein Kriegsgericht zu stellen. Der Kronprinz teilte wenig später seinem Vater mit, er fühle sich von seinem Gewissen gezwungen bei seiner Haltung zu bleiben, betonte aber, dass er sich nicht mehr öffentlich äußern würde und auch willens sei, sich von seinen militärischen Ämtern zurückzuziehen. Wilhelm I. nahm dieses Angebot nicht an.
Im August kam es zwischen Vater und Sohn zu zwei langen Unterredungen, die aber keine Annäherung brachte. Im September bat der Kronprinz darum, von der Teilnahme an den Ministerratssitzungen entbunden zu werden, weil er das Gefühl habe, durch seine bloße Anwesenheit bei diesen mit den Maßnahmen in Verbindung gebracht zu werden. Dies wiederholte er im November 1863, ohne dass dies Wirkung zeigte. Im Januar 1864 kam es zu einer erneuten Auseinandersetzung zwischen Vater und Sohn. Unmittelbarer Anlass war, dass Wilhelm I. seinen Sohn anwies, Regierungsinterna nicht mehr mit der Kronprinzessin zu besprechen, die als die treibende liberale Kraft hinter dem Kronprinzen gesehen wurde. Bei diesem Gespräch, das der Kronprinz anschließend als heftig bezeichnete, hatte Wilhelm I. seinem Sohn unter anderem vorgeworfen, ein Mann der Opposition zu sein, dessen Tun man im Auge behalten müsse. Friedrich Wilhelms Biograf Frank Lorenz Müller weist darauf hin, dass diese Einstellung Wilhelms seine gesamte verbleibende Regierungszeit – die fast ein Vierteljahrhundert betrug – prägte.